# Mundochthonius basarukini
Espèce
Mundochthonius basarukini est une espèce de pseudoscorpions de la famille des Chthoniidae.

## Distribution
Cette espèce est endémique de l'oblast de Sakhaline en Russie. Elle se rencontre sur Kounachir et Sakhaline.

## Étymologie
Cette espèce est nommée en l'honneur d'Anatoli M. Basarukin.

## Publication originale
- Schawaller, 1989 : Pseudoskorpione aus der Sowjetunion, Teil 3 (Arachnida: Pseudoscorpiones). Stuttgarter Beiträge zur Naturkunde sér. A, vol. 440, p. 1-30 (texte intégral).